# 克拉里恩 (爱荷华州)
克拉里恩（Clarion）是美国艾奥瓦州赖特县的城市，为县府所在地。2010年人口普查时人口为2850人。
克拉里恩是美国四健会使用的四叶三叶草标志的发源地，1907年由当地学校负责人O.H.本森构想。